# François Pelletier
François Pelletier foi um ilusionista francês, famoso em sua época pelo uso de imãs como elemento base de suas exibições. Foi convidado a realizar um espetáculo na corte de Maria Teresa da Áustria no Palácio de Schönbrunn em 1769, que serviu de inspiração para o húngaro Wolfgang von Kempelen na construção do autômato O Turco in 1769.